# Liste der Einträge im National Register of Historic Places im Tazewell County (Illinois)

Lage des Tazewell County in Illinois

Die Liste der Einträge im National Register of Historic Places im Tazewell County in Illinois führt alle Bauwerke und historischen Stätten im Tazewell County auf, die in das National Register of Historic Places aufgenommen wurden.

## Legende
| NRHP | Historic Place    |
| HD   | Historic District |

## Aktuelle Einträge
| [ 2 ] | Name                                          | Bild                                          | Eintragsdatum        | Lage | Ort                 | Beschreibung                               |
| ----- | --------------------------------------------- | --------------------------------------------- | -------------------- | --- | ------------------- | ------------------------------------------ |
| 1     | Allentown Union Hall                          | Allentown Union Hall                          | 1988 ID-Nr. 88001228 | Rund 3 km östlich der IL 121 40° 33′ 18,5″ N, 89° 23′ 49,9″ W                                                | Allentown           |                                            |
| 2     | Ayer Public Library                           | Ayer Public Library                           | 1998 ID-Nr. 98001352 | 200 Locust Street 40° 22′ 27,3″ N, 89° 32′ 49″ W                                                             | Delavan             |                                            |
| 3     | Cemetery Road Bridge                          | Cemetery Road Bridge                          | 1998 ID-Nr. 98000467 | Candlewood Drive auf dem Gelände des Glendale Cemetery 40° 41′ 51″ N, 89° 24′ 41″ W                          | Washington          |                                            |
| 4     | Clear Lake Site                               |                                               | 1978 ID-Nr. 78001171 | Kreuzung von 1200E und 2600N in Sand Ridge State Forest 40° 26′ 8″ N, 89° 54′ 0″ W                           | westlich von Manito | Reicht bis in das benachbarte Mason County |
| 5     | Delavan Commercial Historic District          | Delavan Commercial Historic District          | 1991 ID-Nr. 91001687 | 307, 309-324, 400, 401, 404-410, 412 und 414 Locust Street 40° 22′ 20″ N, 89° 32′ 50″ W                      | Delavan             |                                            |
| 6     | Dement-Zinser House                           | Dement-Zinser House                           | 2002 ID-Nr. 02001411 | 105 Zinser Place 40° 42′ 16″ N, 89° 24′ 26,5″ W                                                              | Washington          |                                            |
| 7     | Denhart Bank Building                         | Denhart Bank Building                         | 2005 ID-Nr. 05000874 | 101 Washington Square 40° 42′ 14″ N, 89° 24′ 24″ W                                                           | Washington          |                                            |
| 8     | Farm Creek Section                            | Farm Creek Section                            | 1992 ID-Nr. 91002039 | Südliches Ufer des Farm Creek 40° 40′ 38″ N, 89° 29′ 23″ W                                                   | East Peoria         |                                            |
| 9     | Carl Herget Mansion                           | Carl Herget Mansion                           | 1992 ID-Nr. 92001005 | 420 Washington Street 40° 33′ 52″ N, 89° 38′ 47″ W                                                           | Pekin               |                                            |
| 10    | Illinois Traction System Mackinaw Depot       | Illinois Traction System Mackinaw Depot       | 1978 ID-Nr. 78001192 | 301 North Main Street 40° 32′ 22″ N, 89° 21′ 33,3″ W                                                         | Mackinaw            |                                            |
| 11    | Pekin Federal Building                        | Pekin Federal Building                        | 1980 ID-Nr. 80001412 | 334 Elizabeth Street 40° 34′ 8″ N, 89° 38′ 55″ W                                                             | Pekin               |                                            |
| 12    | Peoria Lock and Dam Historic District         | Peoria Lock and Dam Historic District         | 2004 ID-Nr. 04000169 | 1071 Wesley Road 40° 33′ 7,9″ N, 89° 28′ 27,2″ W                                                             | Creve Coeur         |                                            |
| 13    | St. Louis, Peoria and Northern Railroad Depot | St. Louis, Peoria and Northern Railroad Depot | 2004 ID-Nr. 04001305 | Block 1900 Broadway 40° 34′ 2,2″ N, 89° 37′ 23,8″ W                                                          | Pekin               |                                            |
| 14    | Tazewell County Courthouse                    | Tazewell County Courthouse                    | 1985 ID-Nr. 85002837 | Court Street zwischen Capitol Street und 4th Street 40° 34′ 9″ N, 89° 38′ 52″ W                              | Pekin               |                                            |
| 15    | Third Street Bridge                           | Third Street Bridge                           | 1999 ID-Nr. 99000586 | 3rd Street zwischen Pine Street und Elm Street 40° 22′ 24,6″ N, 89° 32′ 40,6″ W                              | Delavan             |                                            |
| 16    | Waltmire Bridge                               | Waltmire Bridge                               | 1999 ID-Nr. 99000112 | Brücke der Locust Road über den Mackinaw River, rund 8 km südlich von Tremont 40° 26′ 57,4″ N, 89° 29′ 31″ W | Tremont             |                                            |

## Frühere Einträge
| [ 2 ] | Name          | Bild | Eintragsdatum        | Lage                                                       | Ort   | Beschreibung                     |
| ----- | ------------- | ---- | -------------------- | ---------------------------------------------------------- | ----- | -------------------------------- |
| 1     | Pekin Theatre |      | 1982 ID-Nr. 82002601 | 21-29 South Capitol Street 40° 33′ 7,9″ N, 89° 28′ 27,2″ W | Pekin | 1987 aus dem Register gestrichen |